# Thailand op de Olympische Zomerspelen 1992
Thailand nam deel aan de Olympische Zomerspelen 1992 in Barcelona, Spanje. Het Aziatische land eindigde op de 54ste plaats in het medailleklassement.

## Deelnemers en resultaten

### Atletiek
- Visut Watanasin
- Yuthana Thonglek
- Reawadee Srithoa
- Pornpim Srisurat
- Ratjai Sripet
- Saleerat Srimek
- Sukanya Sang-Nguen
- Aktawat Sakoolchan
- Niti Piyapan
- Noodang Pimpol
- Kriengkrai Narom
- Sarapong Kumsup
- Athiaporn Koonjarthong
- Chanon Keanchan
- Jaruwan Jenjudkarn
- Nednapa Chommuak
- Srirat Chimrak
- Seaksarn Boonrat

### Badminton
- Pramote Teerawiwatana
- Siripong Siripool
- Piyathip Sansaniyakulvilai
- Pornsawan Plungwech
- Ladawan Mulasartsatorn
- Sompol Kookasemkit
- Teeranun Chiangta
- Somharuthai Charoensiri

### Boksen
- Chatree Suwanyod
- Phamuansak Phasuwan
- Vichai Khadpo
- Somluck Kamsing
- Chalit Boonsingkarn
- Arkom Chenglai

### Gewichtheffen
- Prasert Sumpradit

### Judo
- Supatra Yompakdee
- Prateep Pinitwong

### Schietsport
- Rampai Yamfang-Sriyai
- Samarn Jongsuk

### Tennis
- Benjamas Sangaram
- Suwimol Duandchan

### Zeilen
- Amara Wichikong
- Saard Panyawan

### Zwemmen
- Ratiporn Wong
- Tanya Sridama
- Ratapong Sirasanont
- Sornsawan Phuvichit
- Praphalsai Minpraphal

Albanië · Algerije · Amerikaanse Maagdeneilanden · Amerikaans-Samoa · Andorra · Angola · Antigua en Barbuda · Argentinië · Aruba · Australië · Bahama's · Bahrein · Bangladesh · Barbados · België · Belize · Benin · Bermuda · Bhutan · Bolivia · Bosnië en Herzegovina · Botswana · Brazilië · Britse Maagdeneilanden · Bulgarije · Burkina Faso · Canada · Centraal-Afrikaanse Republiek · Chili · China · Chinees Taipei · Colombia · Congo-Brazzaville · Cookeilanden · Costa Rica · Cuba · Cyprus · Denemarken · Djibouti · Dominicaanse Republiek · Duitsland · Ecuador · Egypte · El Salvador · Equatoriaal-Guinea · Estland · Ethiopië · Fiji · Filipijnen · Finland · Frankrijk · Gabon · Gambia · Gezamenlijk team · Ghana · Grenada · Griekenland · Groot-Brittannië · Guam · Guatemala · Guinee · Guyana · Haïti · Honduras · Hongarije · Hongkong · Ierland · IJsland · India · Indonesië · Irak · Iran · Israël · Italië · Ivoorkust · Jamaica · Japan · Jemen · Jordanië · Kaaimaneilanden · Kameroen · Kenia · Koeweit · Kroatië · Laos · Lesotho · Letland · Libanon · Libië · Liechtenstein · Litouwen · Luxemburg · Madagaskar · Malawi · Malediven · Maleisië · Mali · Malta · Marokko · Mauritanië · Mauritius · Mexico · Monaco · Mongolië · Mozambique · Myanmar · Namibië · Nederland · Nederlandse Antillen · Nepal · Nicaragua · Nieuw-Zeeland · Niger · Nigeria · Noord-Korea · Noorwegen · Oeganda · Oman · Oostenrijk · Pakistan · Panama · Papoea-Nieuw-Guinea · Paraguay · Peru · Polen · Portugal · Puerto Rico · Qatar · Roemenië · Rwanda · Saint Vincent‑Grenadines · Salomonseilanden · Samoa · San Marino · Saoedi-Arabië · Senegal · Seychellen · Sierra Leone · Singapore · Slovenië · Soedan · Spanje · Sri Lanka · Suriname · Swaziland · Syrië · Tanzania · Thailand · Togo · Tonga · Trinidad en Tobago · Tsjaad · Tsjecho-Slowakije · Tunesië · Turkije · Uruguay · Vanuatu · Venezuela · Verenigde Arabische Emiraten · Verenigde Staten · Vietnam · Zaïre · Zambia · Zimbabwe · Zuid-Afrika · Zuid-Korea · Zweden · Zwitserland · Onafhankelijke olympische deelnemers